# Aeroportul Wasilla
Aeroportul Wasilla (IATA: WWA, ICAO: PAWS, FAA LID: IYS) este un aeroport din Alaska, Statele Unite ale Americii ce deservește zona Wasilla. Aeroportul a fost tranzitat în 2019 de 14 pasageri. A fost numit după zona deservită.
Situat la o altitudine de 108 m, aeroportul dispune de 1 pistă.

## Infrastructură

### Piste
Aeroportul dispune de o singură pistă. Pista 04/22 are suprafața de asfalt și dimensiunile 3.700 picioare × 75 picioare. 